# Championnat d'Éthiopie de football 2024-2025
Navigation
Saison précédente Saison suivante
La saison 2024-2025 du Championnat d'Éthiopie de football est la soixante-dix-neuvième édition de la première division en Éthiopie, la Premier League. Elle regroupe, sous forme d'une poule unique, 18 équipes du pays qui se rencontrent deux fois au cours de la compétition, à domicile et à l'extérieur. À l'issue de la saison, les quatre derniers du classement sont relégués et remplacés par les deux meilleurs clubs de deuxième division.

## Déroulement de la saison
La saison débute le 20 septembre 2024.
Les trois clubs exclus en 2020 à cause de la Guerre du Tigré sont réintégrés cette saison, cela porte le championnat à 19 équipes, Wolkite City Football Club ne se présente pas lors des deux premières journées, le club sera donc exclu et le championnat se dispute finalement avec 18 équipes. 
Le Commercial Bank of Ethiopia Sports Association est le tenant du titre.
En fin de saison le club Ethiopian Insurance également connu sous le nom Ethiopia Medhin FC remporte son premier titre de champion d'Éthiopie.

## Les clubs participants
- Bahir Dar Kenema Football Club
- Ethiopian Coffee Sport Club
- Awassa City Football Club
- Fasil Kenema Sport Club
- Wolkite City Football Club - forfait en début de saison
- Sidama Coffee FC
- Adama City Football Club
- Dire Dawa City FC
- Ethio Electric SC - promu de D2
- Saint-George SC
- Hadiya Hossana FC
- Welayta Dicha FC
- Defence Force Sports Club
- Ethiopian Insurance
- Arba Minch - promu de D2
- CBE SA
- Shire Endaselassie FC - club réintégré
- Mekele 70 Enderta  - club réintégré
- Welwalo Adigrat University - club réintégré

## Compétition
Le barème de points servant à établir les classements se décompose ainsi :
- Victoire : 3 points
- Match nul : 1 point
- Défaite : 0 point

### Classement
| Rang | Équipe                     | Pts | J  | G  | N  | P  | Bp | Bc | Diff |
| ---- | -------------------------- | --- | -- | -- | -- | -- | -- | -- | ---- |
| 1    | Ethiopian Insurance        | 73  | 34 | 22 | 7  | 5  | 49 | 15 | +34  |
| 2    | Ethiopian Coffee           | 60  | 34 | 17 | 9  | 8  | 32 | 18 | +14  |
| 3    | Bahir Dar                  | 54  | 34 | 15 | 9  | 10 | 40 | 24 | +16  |
| 4    | Awassa City FC             | 53  | 34 | 14 | 11 | 9  | 40 | 31 | +9   |
| 5    | Sidama Coffee FC C         | 49  | 34 | 12 | 13 | 9  | 27 | 28 | -1   |
| 6    | Welayta Dicha FC           | 48  | 34 | 13 | 9  | 12 | 34 | 38 | -4   |
| 7    | Hadiya Hossana FC          | 47  | 34 | 12 | 11 | 11 | 32 | 31 | +1   |
| 8    | Arba Minch P               | 47  | 34 | 13 | 8  | 13 | 32 | 31 | +1   |
| 9    | Saint-George SC            | 46  | 34 | 12 | 10 | 12 | 30 | 30 | 0    |
| 10   | Defence SC                 | 45  | 34 | 10 | 15 | 9  | 36 | 32 | +4   |
| 11   | CBE SA T                   | 44  | 34 | 10 | 14 | 10 | 34 | 34 | 0    |
| 12   | Ethio Electric SC P        | 44  | 34 | 11 | 11 | 12 | 27 | 28 | -1   |
| 13   | Dire Dawa City FC          | 43  | 34 | 10 | 13 | 11 | 34 | 36 | -2   |
| 14   | Fasil City                 | 43  | 34 | 9  | 16 | 9  | 33 | 35 | -2   |
| 15   | Mekele 70 Enderta          | 41  | 34 | 10 | 11 | 13 | 27 | 36 | -9   |
| 16   | Adama City FC              | 39  | 34 | 10 | 9  | 15 | 34 | 45 | -11  |
| 17   | Shire Endaselassie FC      | 22  | 34 | 3  | 13 | 18 | 22 | 46 | -24  |
| 18   | Welwalo Adigrat University | 22  | 34 | 3  | 13 | 18 | 22 | 46 | -24  |
| 19   | Wolkite City FC            | 0   | 0  | 0  | 0  | 0  | 0  | 0  | 0    |

|  | Qualification pour la Ligue des champions de la CAF 2025-2026                           |
|  | Qualification pour la Coupe de la confédération 2025-2026                               |
|  | Relégation directe en deuxième division                                                 |
|  | T : Tenant du titre C : Vainqueur de la Coupe d'Éthiopie P : Promu de deuxième division |

- Wolkite City FC ne se présente pas aux deux premières journées et sera exclu du championnat.

- Après la fin de la saison la fédération annonce des irrégularités pour joueurs non admissibles pour trois clubs, Sidama Coffee FC, Awassa City FC et Defence SC, et publie un classement corrigé[6].

| Rang | Équipe                     | Pts | J | G | N | P | Bp | Bc | Diff |
| ---- | -------------------------- | --- | - | - | - | - | -- | -- | ---- |
| 1    | Ethiopian Insurance        | 73  |   |   |   |   |    |    |      |
| 2    | Ethiopian Coffee           | 63  |   |   |   |   |    |    |      |
| 3    | Bahir Dar                  | 59  |   |   |   |   |    |    |      |
| 4    | Arba Minch P               | 55  |   |   |   |   |    |    |      |
| 5    | Welayta Dicha FC C         | 53  |   |   |   |   |    |    |      |
| 6    | Saint-George SC            | 52  |   |   |   |   |    |    |      |
| 7    | Hadiya Hossana FC          | 49  |   |   |   |   |    |    |      |
| 8    | Dire Dawa City FC          | 48  |   |   |   |   |    |    |      |
| 9    | Ethio Electric SC P        | 47  |   |   |   |   |    |    |      |
| 10   | CBE SA T                   | 46  |   |   |   |   |    |    |      |
| 11   | Fasil City                 | 45  |   |   |   |   |    |    |      |
| 12   | Awassa City FC             | 45  |   |   |   |   |    |    |      |
| 13   | Adama City FC              | 45  |   |   |   |   |    |    |      |
| 14   | Mekele 70 Enderta          | 41  |   |   |   |   |    |    |      |
| 15   | Defence SC                 | 33  |   |   |   |   |    |    |      |
| 16   | Shire Endaselassie FC      | 27  |   |   |   |   |    |    |      |
| 17   | Sidama Coffee FC           | 27  |   |   |   |   |    |    |      |
| 18   | Welwalo Adigrat University | 19  |   |   |   |   |    |    |      |

- La fédération annule les relégations pour cette saison et retire le titre de vainqueur de la Coupe d'Éthiopie à Sidama Coffee pour l'attribuer au finaliste Welayta Dicha FC[7]. Welayta Dicha est qualifié pour la Coupe de la confédération 2025-2026.

## Bilan de la saison
| Championnat d'Éthiopie de football 2024-2025 |                                                                            |
| Champion                                     | Ethiopian Insurance (1er titre)                                            |
| Coupes et trophées                           |                                                                            |
| Vainqueur de la Coupe d'Éthiopie 2024-2025   | Sidama Coffee titre retiré en fin de saison et attribué à Welayta Dicha FC |
| Qualifications continentales                 |                                                                            |
| Ligue des champions de la CAF 2025-2026      | Ethiopian Insurance                                                        |
| Coupe de la confédération 2025-2026          | Welayta Dicha FC                                                           |
| Promotions et relégations                    |                                                                            |
| Promus en Premier League                     | Sheger City                                                                |
| Promus en Premier League                     | Negele RC                                                                  |
| Relégués en Second League                    | aucun                                                                      |